# Turner County (South Dakota)
Turner County ist ein County im Bundesstaat South Dakota der Vereinigten Staaten. Das U.S. Census Bureau hat bei der Volkszählung 2020 eine Einwohnerzahl von 8673 ermittelt.

## Geographie
Das County hat eine Fläche von 1599 Quadratkilometern; davon sind 2 Quadratkilometer (0,1 Prozent) Wasserflächen. Es grenzt im Uhrzeigersinn an folgende Countys: Minnehaha County, Lincoln County, Clay County, Yankton County, Hutchinson County und McCook County.

## Geschichte
Das County wurde am 13. Januar 1871 gegründet und nach John W. Turner (1800–1883) benannt, einem Abgeordneten in der gesetzgebenden Versammlung des Dakota-Territoriums und Inspektor im Schulwesen.

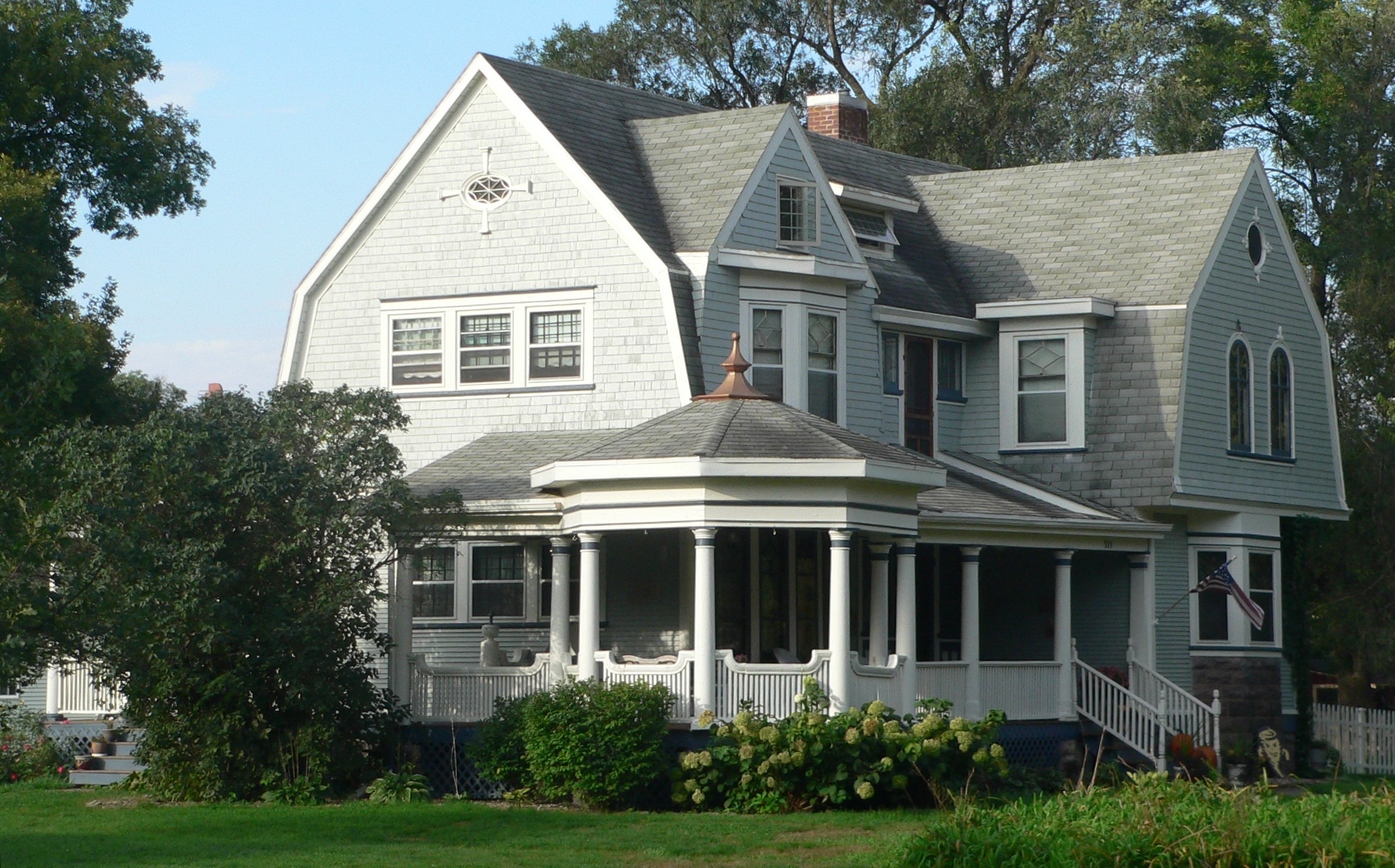
Das William Higinbotham House ist einer von 30 Einträgen des Countys im NRHP.

30 Bauwerke und Stätten des Countys sind im National Register of Historic Places (NRHP) eingetragen (Stand 9. August 2018).

## Städte und Gemeinden
Städte (cities)
- Centerville
- Hurley
- Marion
- Parker
- Viborg

Gemeinden (towns)
- Chancellor
- Davis
- Dolton
- Hooker
- Monroe

### Townships
Turner County ist eingeteilt in 18 Townships: Brothersfield, Centerville, Childstown, Daneville, Dolton, Germantown, Home, Hurley, Marion, Middleton, Monroe, Norwayr, Parker, Rosefield, Salem, Spring Valley, Swan Lake, Turner.